# Monastero di San Salvador de Ibañeta
Il monastero di San Salvador de Ibañeta è stato un monastero che si trovava a Valcarlos nella comunità autonoma di Navarra. Era la prima tappa sul Camino Francés, uno dei rami del Cammino di Santiago di Compostela. Venne edificato almeno entro l'VIII secolo, cioè in tempi antecedenti l'impresa di Carlo Magno e in seguito cadde in rovina.

## Storia

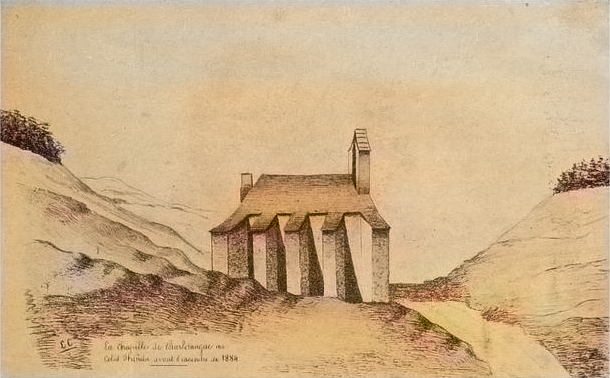
Cappella del monastero nella seconda metà del XIX secolo

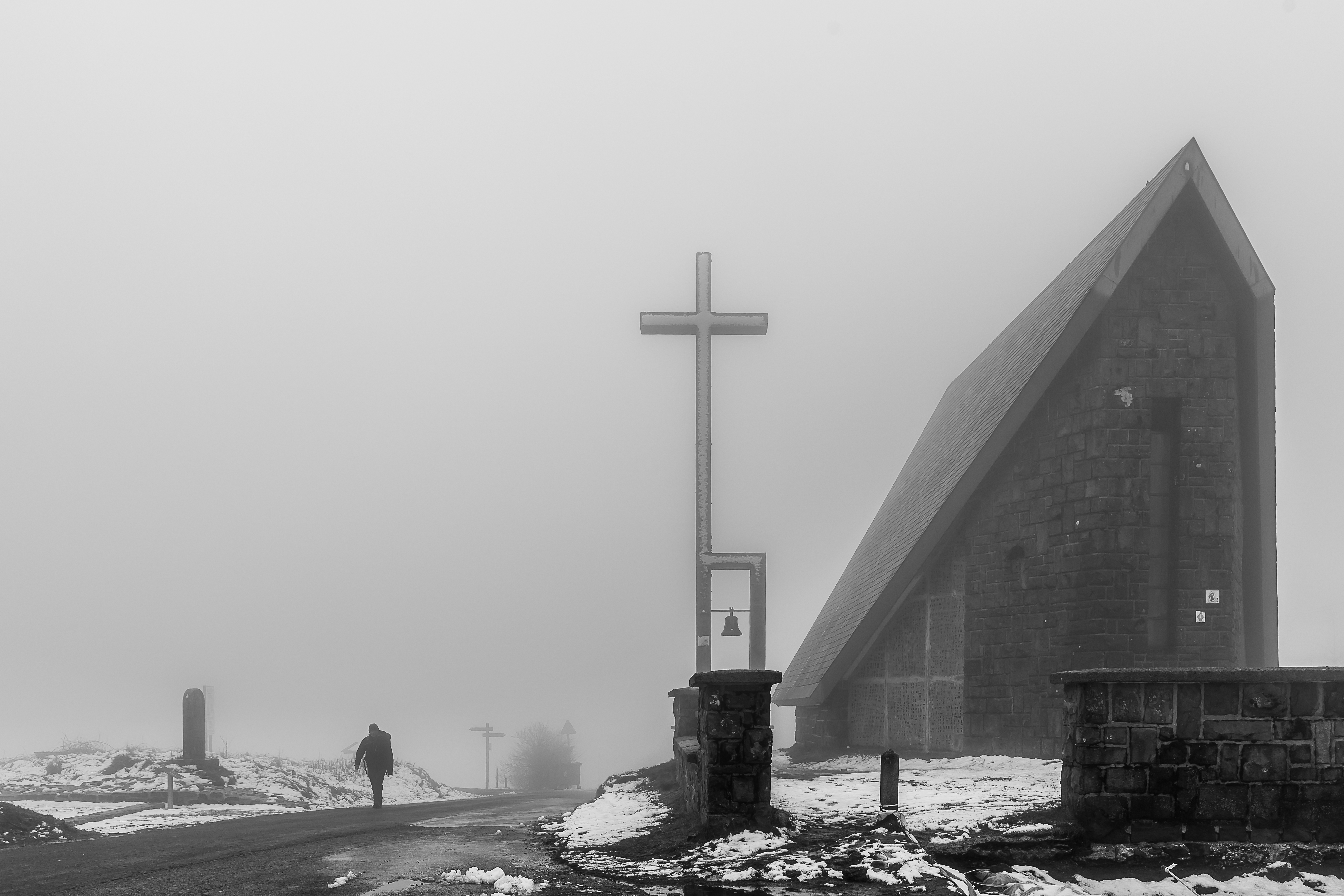
Chiesa nuova di San Salvador de Ibañeta edificata nel 1965

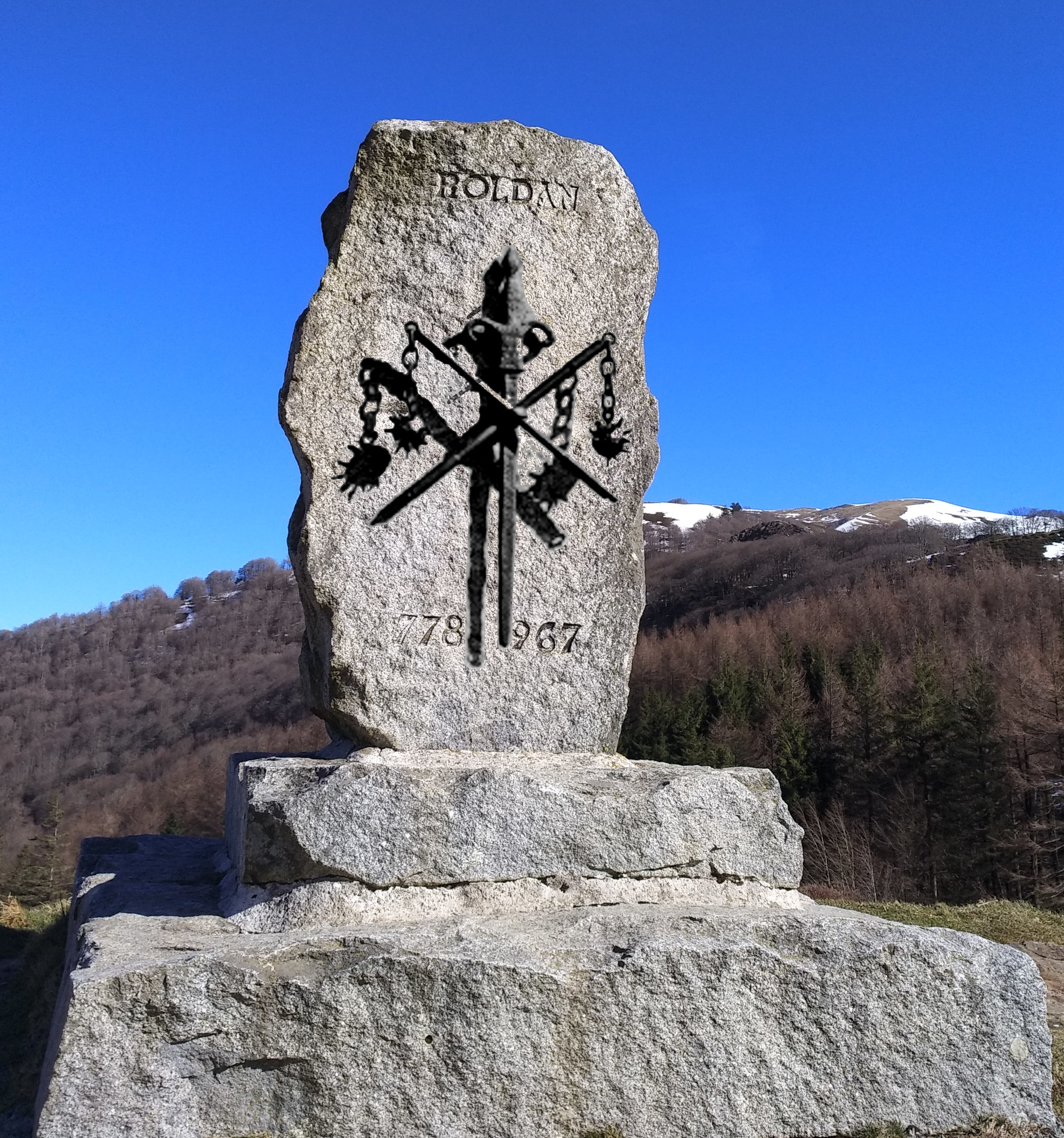
Monumento a Orlando

L'antico monastero venne probabilmente edificato prima della battaglia di Roncisvalle del 778 e l'imperatore quasi certamente ne curò la sua ricostruzione. Per tale motivo la chiesetta del monastero venne anche chiamata cappella di Orlando. Il luogo fu a lungo utilizzato anche come ospizio per i pellegrini che attraversavano i Pirenei arrivando da Saint-Jean-Pied-de-Port in territorio francese. I rintocchi della campana della chiesa a lungo permisero ai pellegrini di ritrovare il percorso perduto nelle giornate di nebbia e dopo la caduta in rovina del piccolo luogo di culto, la campana venne spostata nella non lontana chiesa di Santiago a Roncisvalle. Nella seconda metà del XX secolo accanto al sito dell'antico monastero è stata edificata la nuova chiesa di San Salvador de Ibañeta.

## Descrizione
Il sito dove restano solo le rovine dell'antico monastero con chiesetta è oggetto di indagini archeologiche anche nel XXI secolo. A breve distanza si trovano la nuova chiesa di Santiago e il monumento a Orlando.